# Wimbledon 2009.
Wimbledon 2009. bilo je 123. izdanje ovog Grand Slam turnira. Kao i do sada, održlo se se na otvrenim travnatim terenima u All England Lawn Tennis and Croquet klubu u Londonu, s početkom u ponedjeljak 22. lipnja 2009. i završetkom u nedjelju 5. srpnja 2009.

## Seniori

### Pojedinačna konkurencija - Muškarci
Andy Roddick -  Roger Federer 7:5, 6:7, 6:7, 6:3, 14:16

### Pojedinačna konkurencija - Žene
Venus Williams -  Serena Williams 6:7, 2:6

### Parovi - Muškarci
Bob Bryan /  Mike Bryan -  Daniel Nestor /  Nenad Zimonjić 6:7, 7:6, 6:7, 3:6

### Parovi - Žene
Serena Williams /  Venus Williams -  Samantha Stosur /  Rennae Stubs 7:6, 6:4

### Miješani parovi
Leander Paes /  Cara Black -  Mark Knowles /  Anna-Lena Grönefeld 7:5, 6:3

## Juniori

### Pojedinačna konkurencija - Dječaci
Jordan Cox -  Andrej Kuznjecov 6:4, 2:6, 2:6

### Pojedinačna konkurencija - Djevojčice
Kristina Mladenović -  Nopavan Lertčivakarn 6:3, 3:6, 1:6

### Parovi - Dječaci
Pierre-Hugues Herbert /  Kevin Krawietz -  Julien Obry /  Adrien Puget 6:7, 6:2, 12:10

### Parovi - Djevojčice
Nopavan Lertčivakarn /  Sally Peers -  Kristina Mladenović /  Silvia Njirić 6:1, 6:1

## Nositelji
Odustali: David Nalbandian, Richard Gasquet, Gaël Monfils, Rafael Nadal
| 1. Rafael Nadal (odustao zbog ozljede koljena) 2. Roger Federer 3. Andy Murray 4. Novak Đoković 5. Juan Martín del Potro 6. Andy Roddick 7. Fernando Verdasco 8. Gilles Simon 9. Jo-Wilfried Tsonga 10. Fernando González 11. Marin Čilić 12. Nikolaj Davidenko 13. Robin Söderling 14. Marat Safin 15. Tommy Robredo 16. David Ferrer 17. James Blake 18. Rainer Schüttler 19. Stanislas Wawrinka 20. Tomáš Berdych 21. Feliciano López 22. Ivo Karlović 23. Radek Štěpánek 24. Tommy Haas 25. Dmitrij Tursunov 26. Jürgen Melzer 27. Philipp Kohlschreiber 28. Mardy Fish 29. Igor Andrejev 30. Viktor Troicki 31. Victor Hănescu 32. Albert Montañés 33. Nicolas Kiefer | 1. Dinara Safina 2. Serena Williams 3. Venus Williams 4. Elena Dementijeva 5. Svetlana Kuznjecova 6. Jelena Janković 7. Vjera Zvonareva 8. Viktorija Azarenka 9. Caroline Wozniacki 10. Nadija Petrova 11. Agnieszka Radwańska 12. Marion Bartoli 13. Ana Ivanović 14. Dominika Cibulková 15. Flavia Pennetta 16. Jie Ženg 17. Amélie Mauresmo 18. Samantha Stosur 19. Na Li 20. Anabel Medina Garrigues 21. Patty Schnyder 22. Alizé Cornet 23. Aleksandra Wozniak 24. Marija Šarapova 25. Kaia Kanepi 26. Virginie Razzano 27. Alisa Klejbanova 28. Sorana Cîrstea 29. Sybille Bammer 30. Ágnes Szávay 31. Anastazija Pavljučenkova 32. Ana Čakvetadze |

## Pozivnice
Ovdje se nalazi popis tenisača i tenisačica koju su dobili pozivnice, što za glavni turnir, što za kvalifikacije.
| 1. Alex Bogdanovic 2. Grigor Dimitrov 3. Daniel Evans 4. Juan Carlos Ferrero 5. Joshua Goodall 6. James Ward 7. Nicolas Mahut | 1. Elena Baltacha 2. Kimiko Date Krumm 3. Alexa Glatch 4. Michelle Larcher de Brito 5. Katie O'Brien 6. Laura Robson 7. Melanie South 8. Georgie Stoop |

| 1. James Auckland / Joshua Goodall 2. Alex Bogdanovic / James Ward 3. Jamie Delgado / Jonathan Marray 4. Colin Fleming / Ken Skupski 5. Michaël Llodra / Nicolas Mahut | 1. Elena Baltacha / Amanda Elliott 2. Jade Curtis / Anna Smith 3. Laura Robson / Georgie Stoop 4. Jocelyn Rae / Melanie South 5. Naomi Cavaday / Katie O'Brien |

| 1. Richard Bloomfield 2. Daniel Cox 3. Taylor Dent 4. Chris Eaton 5. Jonathan Marray 6. Alexander Slabinsky 7. Daniel Smethurst 8. Bernard Tomic 9. Marcus Willis | 1. Naomi Broady 2. Naomi Cavaday 3. Jade Curtis 4. Amanda Elliot 5. Olivia Rogowska 6. Nopavan Lertčivakarn 7. Elizabeth Thomas 8. Emily Webley-Smith |

## Kvalifikanti
Ovdje se nalazi popis tenisača i tenisačica koji su se kroz kvalifikacije probili do glavnog turnira.
| 1. Rajeev Ram 2. Simon Greul 3. Xavier Malisse 4. Roko Karanušić 5. Lukáš Lacko 6. Alexander Peya 7. Alejandro Falla 8. Édouard Roger-Vasselin 9. Grega Zemlja 10. Santiago González 11. Taylor Dent 12. Riccardo Ghedin 13. Adrian Mannarino 14. Luka Gregorc 15. Michael Yani 16. Jesse Levine | 1. Viktorija Kutuzova 2. Klára Zakopalová 3. Tatjana Malek 4. Aiko Nakamura 5. Arantxa Parra Santonja 6. Sesil Karatantčeva 7. Regina Kulikova 8. Melanie Oudin 9. Alberta Brianti 10. Neuza Silva 11. Vesna Manasijeva 12. Anastasija Sevastova |

| 1. Chris Eaton / Alexander Slabinsky 2. Santiago González / Travis Rettenmaier 3. Kevin Anderson / Somdev Devarman 4. Prakaš Amritraj / Aisam-ul-Haq Qureši | 1. Tatjana Malek / Andrea Petkovic 2. Rika Fujivara / Aiko Nakamura 3. Edina Gallovits / Katalin Marosi 4. Juliana Fedak / Mervana Jugić-Salkić |

## Vanjske poveznice
- Službena stranica